# Fais-leur vivre l'enfer, Malone !
Pour plus de détails, voir Fiche technique et Distribution.
Fais-leur vivre l'enfer, Malone ! (Give 'em Hell, Malone) est un film américain réalisé par Russell Mulcahy, sorti en 2009.

## Synopsis
Après le massacre de sa famille, l'ancien détective privé Malone se convertit en porte flingue. Un jour alors qu'il prend un travail d'apparence simple, il tombe au milieu d'une machination et règlement de comptes et tout ça pour récupérer une mallette qui renferme le message de l'amour....

## Fiche technique
Sauf indication contraire, les informations mentionnées dans cette section peuvent être confirmées par la base de données cinématographiques IMDb,  présente dans la section « Liens externes ».
- Titre original : Give 'em Hell, Malone
- Titre français : Fais-leur vivre l'enfer, Malone !
- Titre québécois : Fais leur voir Malone
- Réalisateur : Russell Mulcahy
- Scénario : Mark Hosack
- Photographie : Jonathan Hall
- Camera : Panavision Cameras and Lenses
- Musique : David C. Williams
- Montage : Robert A. Ferretti
- Décors : Vincent DeFelice
- Costumes : Lisa Caryl
- Budget : 15 000 000 $
- Durée : 96 minutes
- Genres : Thriller et néo-noir[1]
- Dates de sortie[2] :
  -  États-Unis : 25 juillet 2009 (San Diego Comic-Con)
  -  États-Unis : 26 janvier 2010 (en vidéo)
  -  France : 6 avril 2011 (en vidéo)

## Distribution
- Thomas Jane : Malone
- Ving Rhames : Boulder
- Elsa Pataky : Evelyn
- French Stewart : Frankie « le Crooner »
- Leland Orser : Murphy
- Chris Yen (en) : « Mâchoire » (Mauler en VO)
- Gregory Harrison : Whitmore
- Doug Hutchison : « le briquet » (Matchstick en VO)
- Eileen Ryan : Gloria, la mère de Malone
- David Andriole : Pencil Stache
- Tom Olson : Eddie
- Mark Hosack : Sammy

## Accueil
Sur l'agrégateur américain Rotten Tomatoes, il récolte 35% d'opinions favorables pour 1000+ critiques et une note moyenne de 2,8⁄5
Sur IMDb, le film récolte une moyenne de 5,9⁄10 pour 6302 critiques

## À noter
- Le tournage a lieu en octobre 2008, notamment à Spokane dans l'État de Washington[5].
- Malone conduit une Buick Straight-8 engine (en) de 1952 et utilise un revolver Mateba Autorevolver[6]